# NGC 3426
NGC 3426是一个位于狮子座的透鏡狀星系，1887年3月23日由天文学家路易斯·斯威夫特发现。